# Weltklasse Zürich 2019
Weltklasse Zürich 2019 byl lehkoatletický mítink, který se konal 29. srpna 2019 ve švýcarskem městě Curych. Byl součástí série mítinků Diamantové ligy 2019.

## Výsledky

### Muži
| Disciplína            | 1. místo                                | 2. místo                 | 3. místo                          |
| Běh na 100 m          | Noah Lyles 9,98                         | Xie Zhenye 10,04         | Yohan Blake 10,07                 |
| Běh na 800 m          | Donavan Brazier 1:42,70                 | Nijel Amos 1:42,98       | Brandon McBride 1:43,51           |
| Běh na 5000 m         | Joshua Cheptegei 12:57,91               | Hagos Gebrhiwet 12:58,15 | Nicholas Kipkorir Kimeli 12:59,05 |
| Běh na 400 m překážek | Karsten Warholm 46,92                   | Rai Benjamin 46,98       | Kyron McMaster 48,58              |
| Skok vysoký           | Andrij Procenko 232 cm                  | Brandon Starc 230 cm     | Tihomir Ivanov 230 cm             |
| Skok o tyči           | Sam Kendricks 593 cm                    | Armand Duplantis 583 cm  | Piotr Lisek 583 cm                |
| Skok daleký           | Juan Miguel Echevarría 865 cm Rekord DL | Ruswahl Samaai 820 cm    | Tajay Gayle 820 cm                |
| Hod oštěpem           | Magnus Kirt 89,13 m                     | Cheng Chao-Tsun 89,05 m  | Andreas Hofmann 87,49 m           |

### Ženy
| Disciplína             | 1. místo                              | 2. místo                            | 3. místo                         |
| Běh na 200 m           | Shaunae Millerová 21,74 Rekord DL     | Dina Asherová-Smithová 22,08        | Elaine Thompsonová 22,44         |
| Běh na 400 m           | Salvá Ajd Násirová 50,24              | Shakima Wimbley 51,21               | Lisanne De Witte 51,30           |
| Běh na 1500 m          | Sifan Hassanová 3:57,08               | Konstanze Klosterhalfen 3:59,02     | Gabriela Debues-Stafford 3:59,02 |
| Běh na 400 m překážek  | Sydney McLaughlinová-Levroneová 52,85 | Shamier Little 53,86                | Dalilah Muhammadová 54,13        |
| Běh na 3000 m překážek | Beatrice Chepkoechová 9:01,71         | Hyvin Kyiengová Jepkemoiová 9:03,83 | Norah Jeruto 9:05,15             |
| Vrh koulí              | Kung Li-ťiao 20,31 m                  | Chase Ealeyová 19,68 m              | Christina Schwanitzová 19,37 m   |
| Trojskok               | Shanieka Rickettsová 14,93 m          | Yulimar Rojasová 14,74 m            | Liadagmis Povea 14,49 m          |
| Hod oštěpem            | Lü Chuej-chuej 66,88 m                | Kelsey-Lee Barberová 64,74 m        | Nikola Ogrodníková 63,05 m       |